# 衰退
| ウィキペディアには「衰退」という見出しの百科事典記事はありません（タイトルに「衰退」を含むページの一覧/「衰退」で始まるページの一覧）。 代わりにウィクショナリーのページ「衰退」が役に立つかもしれません。 |